# Neolítico precerámico
Se denomina Neolítico precerámico o Neolítico acerámico a un período de la prehistoria que se desarrolló en algunas regiones del llamado Creciente Fértil y muy posiblemente en Grecia. El Creciente Fértil es una denominación utilizada por arqueólogos e historiadores para referirse a un área geográfica que englobaría los territorios del Antiguo Egipto, el Levante mediterráneo, el sudeste de Anatolia, Mesopotamia y el noroeste de Persia, considerados por los investigadores como el más antiguo núcleo de desarrollo autóctono neolítico. En muchos yacimientos de esta zona se constata arqueológicamente que las principales características de la denominada revolución neolítica (agricultura, ganadería, sedentarismo, aparición de la piedra pulida y generalización de la cerámica) no se dieron de forma simultánea. Existe un período de tiempo, variable en cada región, durante el cual la cerámica aún no estaba presente en los asentamientos, pero sí se documentan las actividades de producción alimentaria que identifican como tal a una sociedad neolítica: la agricultura y la ganadería.

Mapa del Creciente Fértil.

El Neolítico precerámico se divide en dos fases: A y B. La iniciales que se les asocian son; respectivamente: PPNA y PPNB (en inglés Pre-Pottery Neolithic A y B). La cronología exacta es difícil de establecer, y la existencia de una u otra fase, o de ambas, depende de la zona a estudiar y de los investigadores que la estudien, ya que las distintas escuelas arqueológicas establecen cronologías diferentes.
Actualmente no se utiliza tanto el término precerámico, que va siendo sustituido por el de acerámico, más correcto. Así, las fases se pueden denominar con el acrónimo ANA para el Neolítico acerámico A (en inglés Aceramic Neolithic A) y ANB para el Neolítico acerámico B (en inglés Aceramic Neolithic B), o con sus versiones en castellano: NAA y NAB.

## Neolítico precerámico A (PPNA/ANA/NAA)
Según algunos autores, esta fase, la más antigua del Neolítico precerámico, se desarrolló entre el 9500/9000 a. C. y el 8300 a. C., de una manera no homogénea, pero con características similares en aquellos yacimientos en los que han sido detectadas. En cambio, según aquellos otros que siguen las conclusiones establecidas por la escuela francesa, el PPNA se desarrolló entre el 8350/8250 a. C. y el 7150 a. C., con unas tradiciones culturales diversificadas que indicaban una clara regionalización. Finalmente, hay otros que opinan que la fase A debería ser datada cronológicamente sobre la primera mitad del VIII milenio a. C. (ca. 8000-7600 a. C.). Ante las evidentes dificultades que presenta el establecimiento de una periodización única para esta etapa, nos centraremos en las características básicas que la definen.
Característico del Neolítico precerámico A es la existencia de viviendas con planta circular semi-excavadas en el suelo, compartimentadas, con zócalos de piedra y muros hechos de adobe, generalmente enlucidos por la parte interior. Los asentamientos en cuevas típicos de etapas anteriores desaparecieron y se redujo el número de poblados, aunque creció el tamaño de algunos de estos. Aparecieron edificios monumentales de carácter comunal, como en el caso de Jericó, donde se constata por primera vez en el registro arqueológico un sistema defensivo muy elaborado, que pasa por ser el primero en la historia de la humanidad: agruparía a unas 3000 personas, rodeadas por un terraplén de 3 m de anchura y 3,9 m conservados de altura, apoyado en un torreón de 8,5 m de alto y 10 de diámetro en la base, con una escalera interior. Su construcción supone un grado de organización social, especialización y jerarquización de sus habitantes que no se habría producido hasta ese momento en ningún otro punto del planeta.

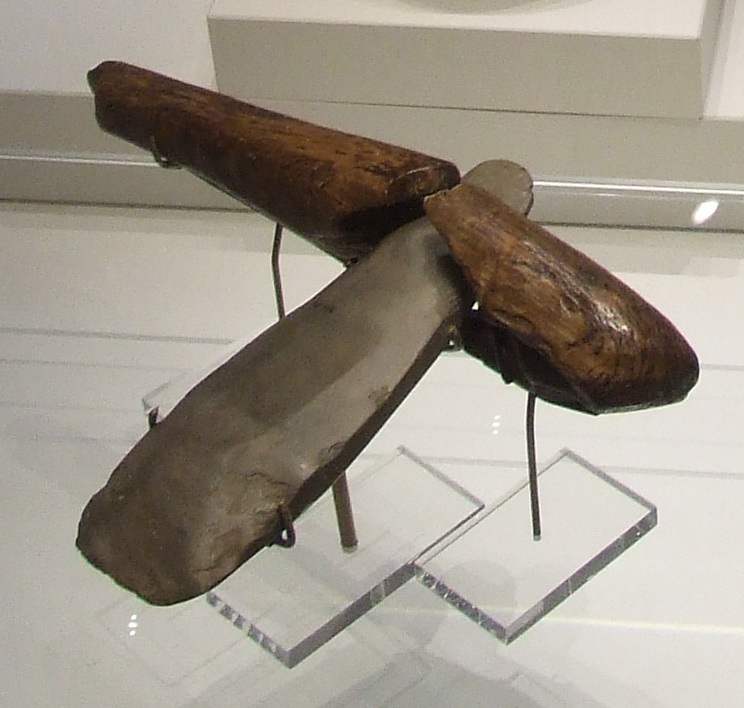
Hacha neolítica de piedra pulimentada con mango de madera.

El origen de estos individuos del precerámico A, ha de buscarse en el substrato étnico de la zona, que evolucionó desde grupos anteriores, en concreto desde los grupos natufienses o para-natufienses o los individuos asimilados al Mesolítico natufiense. 
Respecto a la industria lítica, aparecieron las primeras hachas pulimentadas y comenzaron a ser frecuentes los útiles relacionados con la recolección del grano: dientes de hoz o microlitos, para fabricar estos dientes. Y los relacionados con el procesado del grano: molinos, morteros y machacadores.
Un útil lítico que ya había aparecido en la última fase del Mesolítico (denominada Khiamiense o Jiamiense, una cultura que deriva del mundo natufiense) caracteriza también el PPNA: la punta del Khiam, con dos escotaduras próximas a la base, la cual puede ser cóncava, aunque esto no es imprescindible. Esta punta se conoce con el nombre que le dio el arqueólogo español Joaquín González Echegaray cuando la descubrió en el yacimiento epónimo de El Khiam.
En cuanto a la economía, se puede establecer que existía ya una agricultura incipiente o predoméstica, derivada de la recolección intensiva de cereales silvestres, que terminaron siendo cultivados de maneras algo precarias todavía. Se trataba de una agricultura en experimentación que buscaba nuevos recursos productivos a través de ciertas especies salvajes. Aunque las pruebas arqueológicas nos muestran que éstas todavía tenían un peso importante en la dieta humana, ya aparecían cereales en áreas de las cuales no son autóctonos y la modificación de las semillas como consecuencia del inicio de su selección y domesticación empezaba a ser evidente. La acumulación de estos indicios y el sustancial aumento de los útiles necesarios para la recolección y procesado de los cereales, han sido fundamentales para caracterizar a estos pueblos como neolíticos. Pero no se puede hablar de agricultura en el sentido estricto de la palabra hasta que las plantas son realmente domesticadas.

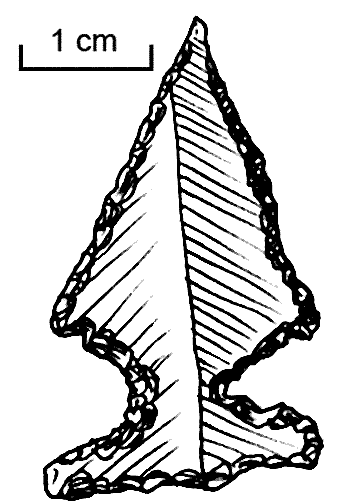
Punta de El Khiam.

Por ahora, no existen indicios de la domesticación de animales, de lo que se deduce que, si existió, no tendría un peso importante: parece ser que la agricultura precedió a la ganadería, al contrario de lo que se creía tradicionalmente.
Paralelo al desarrollo de la agricultura se registran otros factores clave, como son el aumento de la cohesión social de los asentamientos y de la jerarquización entre estos; la progresiva especialización tecnológica de sus pobladores y la constatación de intercambios a larga distancia (obsidiana de Anatolia en Jericó).
En relación a la aparición de murallas, el caso de Jericó es especial y sus implicaciones no están claras. Jericó se encuentra en un emplazamiento estratégico, dentro de la depresión del mar Muerto, en una zona de paso desde Mesopotamia hacia el mar Mediterráneo, al oeste, y el mar Rojo y el valle del Nilo, al sur. Seguramente se extraería sal, betún y azufre, abundantes en la región, que venderían a los pueblos nómadas de su área de influencia. De todo esto se podría deducir que Jericó se dedicaría al comercio más que a la agricultura (teoría discutida) y que, probablemente, cobrara una cuota por el tránsito en la zona. Puede que las murallas fueran para defender su riqueza; o puede que fueran un elemento simbólico, de prestigio, algo que realzara su posición dominante.

## Neolítico precerámico B (PPNB/ANB/NAB)
Para esta segunda fase nos encontramos con el mismo problema de la anterior: según algunos investigadores, su cronología fluctuaría entre el 8300 a. C. y el 7000/6800 a. C., variando según las regiones. Para otros, oscilaría entre el 7150 a. C. y el 6050 a. C.; y alguno más, ofrece esta misma duración en torno a mil años, pero ocupando toda la segunda mitad del VIII milenio a. C. y la primera del VII (ca.7500-6600 a. C.).
Una característica del Neolítico precerámico B, contrapuesta a la anterior fase, es la generalización de las viviendas de planta rectangular, distribuidas en el espacio con arreglo a un cierto urbanismo, denominado aglutinante (en yacimientos como Çayönü y Çatalhöyük): las casas compartían elementos arquitectónicos, lo que denotaría una cierta planificación previa. Sólo en Kirokitia (Chipre) se mantuvieron las plantas circulares. Según Kent Flannery, el cambio en las plantas de las casas se asociaría con sociedades diferentes: las plantas circulares serían propias de un sistema social de bandas (cazadores-recolectores), mientras las casas rectangulares, más complejas y con abundantes divisiones internas, se asocian a una estructura social más compleja, como la sociedad segmentaria (tribu) o la jefatura.

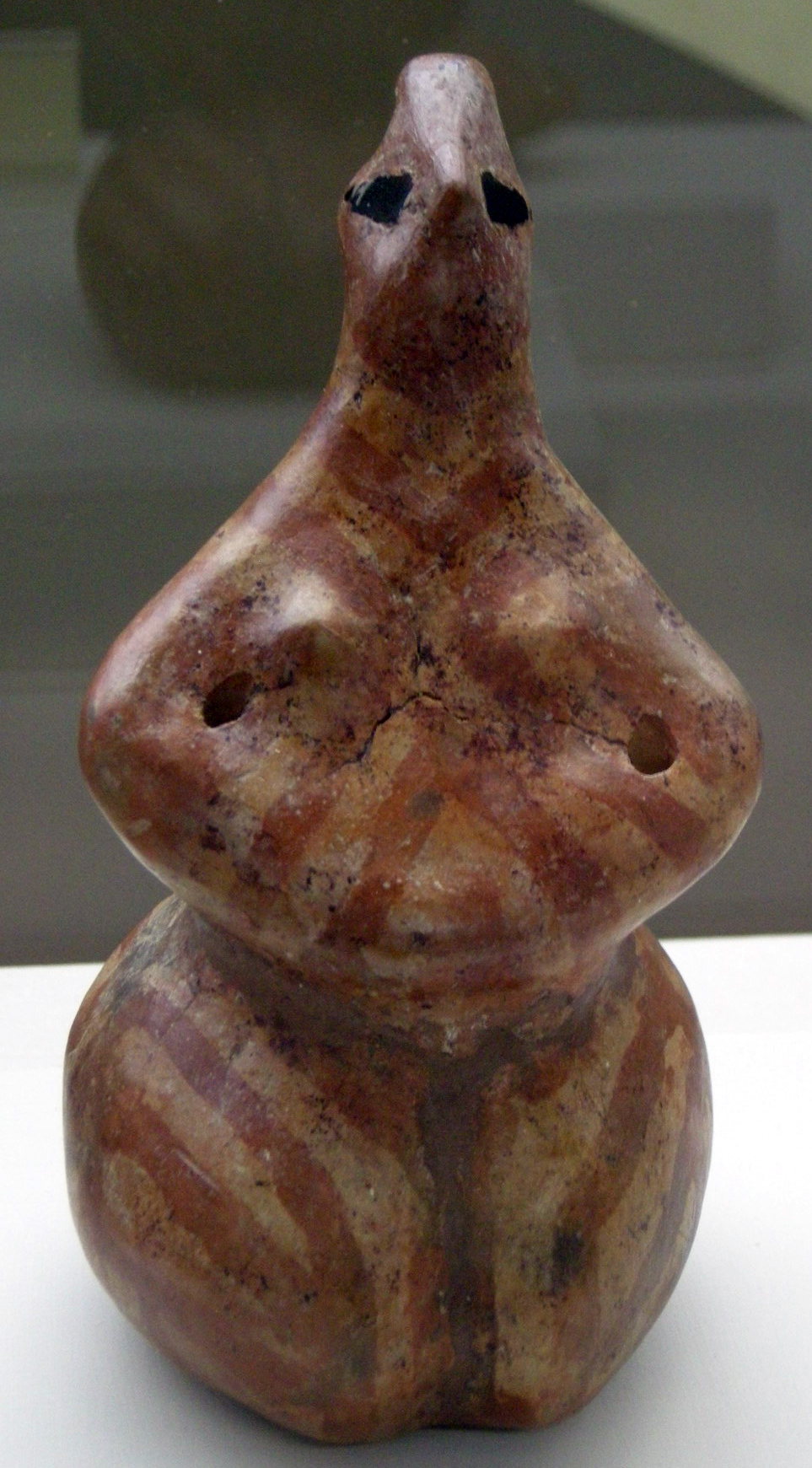
Estatuilla femenina procedente de Hacilar Museo Arqueológico Nacional (Florencia).

No hay ruptura con el período anterior sino que se observa una clara continuidad cultural, aunque se da una progresiva diferenciación en cada región, como consecuencia de la especialización y de la evolución de los grupos humanos que en ellas viven.
Continuidad evidente también en el rito funerario, enterrando bajo las casas los cadáveres que se habían dejado pudrir previamente al aire libre, aunque, como novedad, en este momento se encuentran cráneos humanos moldeados con yeso o cal, y pintados como parte de un tratamiento ritual (p.ej. en Jericó y Çatalhöyük). Se generalizaron las figurillas femeninas en arcilla (sin cocer) que ya aparecían en el período anterior; son muy interesantes porque enlazaban con el mundo simbólico paleolítico ligado al culto a la Diosa madre (Venus paleolíticas) y a la fecundidad. En algunos yacimientos (como en Hacilar, Anatolia) son muy frecuentes y suelen tener exagerados caracteres sexuales: en unas ocasiones aparecen embarazadas o dando a luz; en otras tienen niños pequeños en sus brazos, amamantándolos o en actitudes maternales; algunas están con animales como los toros. Una de ellas tiene entre los brazos un posible leopardo, situado en la misma postura que si tuviera un niño y, vista por detrás, está sentada en un trono, lo que da pie a pensar acerca de su posible divinidad.
En esta fase se desarrolló ampliamente la tecnología lítica, que se caracterizaba por la abundancia de útiles relacionados con la agricultura, la generalización de la piedra pulimentada y la desaparición de las puntas de Khiam. Estas dieron paso a las puntas pedunculadas, que presentan un pedúnculo en la base y retoque plano: las más alargadas y estilizadas se denominan puntas de Jericó y las más cortas de Biblos. También se generalizaron los molinos de mano y los morteros, relacionados con el procesado del grano, y las vajillas de piedra o yeso.
Aparecieron las pesas de telar y las fusayolas, más grandes y planas las primeras que las segundas, fueron fabricadas en piedra primero y luego también en cerámica. Ambas piezas tienen un agujero que las atraviesa; se colocaban en un telar para que se tensaran las cuerdas y de esta forma realizar la trama. Por ello, cuando se las encuentra se identifican con labores textiles, de lo que se deduce la existencia de fibra vegetal y/o animal (lana y, consecuentemente, ovejas, lo que implica a su vez, la existencia de ganadería).

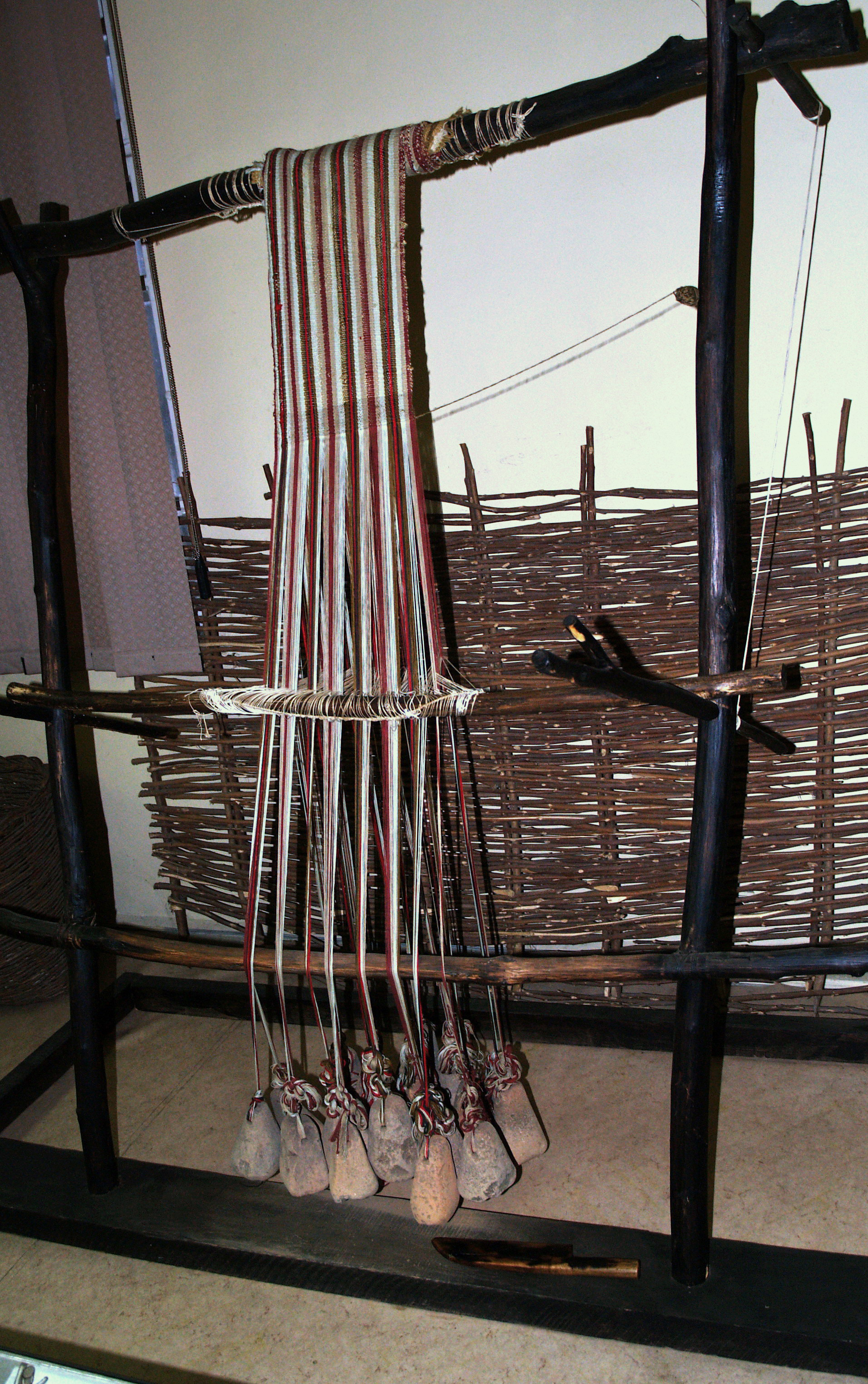
Reconstrucción de un telar neolítico.

El sistema económico se fue haciendo más complejo, diversificándose. La agricultura y la ganadería estaban ya plenamente desarrolladas: hay evidencias claras de la domesticación del trigo, la cebada y algunas leguminosas, así como de ovejas, cabras, cerdos y bóvidos. Ahora se les puede denominar con toda propiedad pueblos agricultores y ganaderos; algunos de ellos estaban altamente especializados, como en el asentamiento de Beidha, en Jordania, donde un 86% de los restos animales encontrados son de cabra, lo que indica su dependencia de la ganadería rumiante. Por otro lado, el comercio comenzó a adquirir cierta importancia: la existencia de conexiones entre asentamientos alejados entre sí queda demostrada por la aparición en los yacimientos de Palestina y Siria de materias primas como la obsidiana de Anatolia, el basalto de Transjordania o el azufre del mar Muerto. Esto explicaría la creciente especialización de algunos grupos humanos, que podrían permitírselo al existir ya una cierta economía de trueque. En Anatolia se encuentran, por primera vez, objetos de cobre nativo martilleado.
A finales del período apareció la cerámica, expandiéndose la revolución neolítica hacia Mesopotamia, pero decayendo en Palestina, donde se abandonaron los asentamientos al aire libre y volvieron a ocuparse las cuevas. Esto pudo ser debido a una mayor aridez del entorno que obligó a sus habitantes a dejar los cultivos y especializarse en una ganadería de tipo trashumante. En cualquier caso, en el Levante los yacimientos fueron abandonados y no se volvieron a ocupar hasta el Neolítico Pleno, 500 años más tarde.

## Especificidades locales
Estas características generales son válidas para el Neolítico precerámico en general, pero existen especificaciones en ciertas zonas.
- Anatolia

Hasta hace pocos años, no se podía hablar de un PPNA en la región de Anatolia, pero las excavaciones que se están realizando en Göbekli Tepe apuntan en sentido contrario y están revolucionando la visión que se tenía de la organización social y las creencias durante la transición del Mesolítico al Neolítico.
- Los montes Zagros

En esta zona, por lo que sabemos hasta ahora, se pasó directamente del Mesolítico al PPNB, de ahí la teoría de una posible aculturación.
- Chipre

En el caso de Chipre se discute acerca de su posible poblamiento durante el Paleolítico o no, ya que Khirokitia, un asentamiento perteneciente al Neolítico precerámico, es ya del PPNB. Esto hace pensar que sus primeros habitantes procedieran del continente, concretamente de Siria y Líbano. El PPNB local tiene unas particularidades propias: un tipo de arquitectura doméstica que tuvo después gran repercusión en época histórica en el Mediterráneo. Se trata de casas de planta circular, construidas generalmente sobre un suelo rebajado, sobre el que se levantan los muros y se hacen unos techos abovedados, en forma de cúpula, mediante la técnica de falsa cúpula, o aproximación de hileras, recubriéndose posteriormente. Este tipo de casas se denominan en singular tholos y en plural tholoi. En la economía tuvieron una importancia extraordinaria los productos textiles, dado el gran volumen encontrado de fusayolas.